# 尼古拉斯·依科诺米狄斯
尼古拉斯·依科诺米狄斯（希臘語：Νικόλαος Οικονομίδης，1934年2月14日—2000年5月31日）是一位希腊裔加拿大籍拜占庭学家，是拜占庭行政研究领域的主要专家。

## 生平
依科诺米狄斯出生于希腊雅典。1951至1956年间就读于雅典大学，获得学位之后，于1958年前往巴黎，并在保羅·勒默爾手下攻读博士学位。这段经历使他接触到了印章学，并发现了《拜占庭百官志》，相关研究成果于1972年出版。在返回到希腊后，因1967年独裁军政府的建立，他被迫偕妻子流亡加拿大。1969年7月，他接受了蒙特利尔大学拜占庭历史主席的职务，并一直担任到了1989年。1987年，依科诺米迪斯返回了雅典，后于2000年5月31日在雅典去世。